# Леттич, Шелдон
Шелдон Бернард Леттич (англ. Sheldon Bernard Lettich; род. 14 января 1951, Нью-Йорк, США) — американский режиссёр, сценарист и продюсер, ветеран Вьетнамской войны. Наиболее известен по работе над боевиком «Рэмбо 3» и фильмами с участием Жан-Клода Ван Дамма.

## Фильмография
- «Война Страйкера» (1985) — режиссёр второго плана, соавтор сюжета
- «Огненный бой» (1986; короткометражный) — продюсер, режиссёр, автор сюжета и сценария, редактор звуковых эффектов
- «Русские» (1987) — соавтор сюжета и сценария
- «Кровавый спорт» (1988) — соавтор сюжета и сценария
- «Рэмбо 3» (1988) — соавтор сюжета и сценария
- «Киборг» (1989) — монтажёр
- «Самоволка» (1990) — режиссёр, соавтор сценария
- «Отряд „Дельта“ 2» (1990) — доработка сценария
- «Двойной удар» (1991) — режиссёр, соавтор сюжета и сценария, сопродюсер
- «Только сильнейшие» (1993) — режиссёр, соавтор сюжета и сценария
- «В поисках приключений» (1996) — доработка сценария
- «Главная мишень»[англ.] (1997) — режиссёр
- «Легионер» (1998) — соавтор сюжета и сценария, исполнительный продюсер
- «Последний рубеж»[англ.] (2000) — режиссёр
- «Тайна ордена» (2001) — режиссёр
- «Второй в команде» (2006) — доработка сценария
- «Прочная защита» (2006) — режиссёр, соавтор сюжета и сценария
- «Чёрная роза» (2014) — исполнительный продюсер
- «Макс»[англ.] (2015) — соавтор сюжета и сценария
- «Остров воинов» (постпроизводство) — доработка сценария